# 1987년 대한민국
이 문서는 1987년 대한민국에서 일어난 사건을 다룬다.

## 재임자
제5공화국
- 대통령 : 전두환
- 국무총리 : 노신영 (~5월 25일), 이한기 (5월 26일~7월 13일), 김정렬 (7월 14일~)

제6공화국 (10월 29일~)
- 대통령: 전두환
- 국무총리: 김정렬

## 사건
5.18 민주화 운동이 일어났고 전두환은 계엄령을 내렸다. 그리고 시민들도 가만히있으면 안된다는 생각을 해 시민들도 무기로 무장한다